# Pritzier
Pritzier là một đô thị ở huyện Ludwigslust, bang Mecklenburg-Vorpommern, Đức. Đô thị này có diện tích km², dân số thời điểm 31 tháng 12 là người. 
Đô thị Pritzier gồm các làng: Pritzier, Pritzier Bahnhof và Schwechow.
Đô thị này nằm gần khu bảo tồn Naturpark Mecklenburgisches Elbetal.